# Christian Horner
Christian Edward Johnston Horner, CBE (sinh ngày 16 tháng 11 năm 1973), là một nhà quản trị mảng đua xe thể thao và là một cựu tay đua ô tô người Anh. Ông từng là đội trưởng của đội đua Red Bull Racing từ năm 2005 đến năm 2025. Kể từ năm 2005 ông đã giúp cho Red Bull giành được 13 danh hiệu vô địch, bao gồm sáu chức vô địch đội đua và bảy chức vô địch tay đua. Công việc trong mảng đua xe thể thao của Horner bắt đầu với tư cách là một tay đua ô tô trước khi chuyển sang làm người quản trị đội đua Arden International Motorsport tại Giải đua xe Công thức Quốc tế 3000 vào năm 1999.

## Thiếu thời
Christian Edward Johnston Horner sinh ngày 16 tháng 11 năm 1973 trong một gia đình làm trong ngành công nghiệp ô tô tại Lemington Spa. Ông nội của ông từng là giám đốc thu mua tại Standard Motor Company ở Coventry, sau đó đã cùng với cha ông thành lập đại lý cung cấp linh kiện cho các nhà sản xuất động cơ ở Midlands. Horner từng học tại trường Arnold Lodge ở Leamington Spa và sau đó ở trường Warwick. Ông có hai anh em trai tên là Jamie và Guy.

## Sự nghiệp đua xe

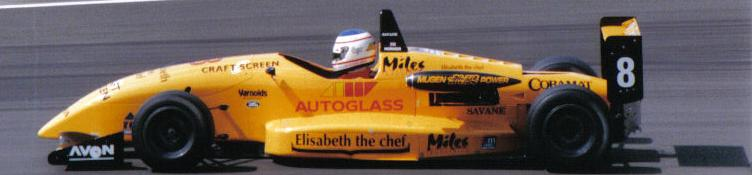
Christian Horner đua cho Alan Docking Racing tại trường đua Silverstone trong Giải đua xe Công thức 3 Anh 1995.

Sau khi làm quen với đua xe bằng môn go-kart, đến năm 1991 Horner đã giành được học bổng của Formula Renault, đánh dấu sự nghiệp đua xe chính thức bắt đầu. Năm 1992 Horner đua cho Manor Motorsport tại Giải đua xe Công thức Renault Anh và kết thúc mùa giải với tư cách là người giành được chiến thắng chặng đua và là tay đua tân binh có kết quả chung cuộc cao nhất. Sau đó, ông chuyển lên thi đấu Giải đua xe Công thức 3 Anh cho đội P1 Motorsport vào năm 1993, ông đã kết thúc mùa giải ở vị trí á quân của Class B, giành chiến thắng năm chặng đua trước khi chuyển đến các đội đua Fortec và ADR vào năm 1994 và 1995 và sau đó chuyển đến đội TOM'S vào năm 1996. Cũng vào năm 1996, ông đua tại Giải đua xe Công thức 2 Anh. Năm 1997 Horner chuyển sang Giải đua xe Công thức 3000, nơi ông thành lập đội Arden.
Theo chia sẻ của Horner, ông đã thành lập đội đua Arden bằng tiền đi vay, trong đó có một khoản vay từ cha ông. Ngoài ra ông còn thuyết phục người sáng lập đội đua P1 Motorsport là Roly Vincini, đảm nhận vai trò kỹ sư đua xe cho đội đua mới của mình. Ông đã mua một chiếc xe cũ cho đội từ Helmut Marko, người đứng đầu đội đua Red Bull Junior Team, một trong những đối thủ chính của Arden ở giải năm đó và cũng là người mà sau này ông hợp tác chặt chẽ tại Red Bull. Năm 1998 Horner tiếp tục làm việc ở giải Công thức 3000 và đã thuyết phục được Kurt Mollekens, tay đua đã thể hiện tốc độ rất tốt và có thời điểm chiếm giữ vị trí dẫn đầu bảng xếp hạng tổng, gia nhập đội Arden. Trong buổi đua thử trước mùa giải tại Estoril, Horner đã chạy sau Juan Pablo Montoya qua khúc cua đầu tiên có tốc độ rất cao của trường đua. Lúc đó, Horner nhận ra rằng ông đã "không thể làm được như" tay đua người Colombia. Do đó, ông đã quyết định kết thúc sự nghiệp đua xe vào cuối mùa giải để tập trung điều hành đội Arden.

### Kết quả
| Mùa giải | Đội đua             | 1   | 2   | 3   | 4   | 5   | 6   | 7   | 8   | 9   | 10  | 11  | 12  | Vị trí trên bảng xếp hạng | Tổng điểm |
| -------- | ------------------- | --- | --- | --- | --- | --- | --- | --- | --- | --- | --- | --- | --- | ------------------------- | --------- |
| 1997     | Arden International | SIL | PAU | HEL | NÜR | PER | HOC | A1R | SPA | MUG | JER |     |     | 21                        | 1         |
| 1997     | Arden International | 16  | DNQ | DNQ | DNQ | DNQ | DNQ | 16  | DNQ | 17  | 6   |     |     | 21                        | 1         |
| 1998     | Arden Racing/KTR    | OSC | IMO | CAT | SIL | MON | PAU | A1R | HOC | HUN | SPA | PER | NÜR | 33                        | 0         |
| 1998     | Arden Racing/KTR    | Ret | 12  | Ret | Ret | 16  | DNQ | 17  | 18  | Ret | DNQ | 17  | 17  | 33                        | 0         |

## Sự nghiệp quản lý đội đua

### Ở đội đua Arden
Sau khi giải nghệ đua xe chuyên nghiệp ở tuổi 25, Horner đã ký hợp đồng với Viktor Maslov và Marc Goossens thi đấu cho Arden mùa giải Công thức 3000 năm 1999. Trước khi mùa giải bắt đầu, công ty Prodrive của Dave Richards đã thay mặt công ty dầu mỏ Lukoil của Nga để mua 50% cổ phần của Arden, công ty có ông chủ là cha của Maslov. Chỉ sau một năm Horner đã mua lại số cổ phần của Prodrive. Ở mùa giải 2000-2001, Darren Manning, tay đua thay thế Goossens, đã có một lần giành pole và hai lần lên bục trao giải. Arden cũng thi đấu tại Giải đua ô tô Công thức 3000 Ý 2000, giành chiến thắng ba chặng đua và tay đua Warren Hughes của họ xếp thứ 2 chung cuộc. Sau khi chia tay Lukoil, Horner tuyển dụng hai tay đua mới mới cho năm 2002 là Tomáš Enge và Björn Wirdheim để thay thế Manning và Maslov. Đội đã giành được năm chiến thắng (bốn cho Enge, một cho Wirdheim) và giành chức vô địch đội đua. Năm đó Enge đã giành được chức vô địch tay đua nhưng đã bị giáng xuống vị trí thứ ba, sau khi thất bại trong lần kiểm tra chất kích thích, khiến chức vô địch được trao cho Sébastien Bourdais.
Năm 2003, Björn Wirdheim được giữ lại còn Enge được thay thế bởi Townsend Bell. Wirdheim đã giành chức vô địch tay đua, có khoảng cách 35 điểm với người xếp thứ hai là Ricardo Sperafico. Đội đua Arden cũng bảo vệ thành công chức vô địch đội đua. Sang năm 2024, Adern bảo vệ thành công chức vô địch đội đua với đội hình mới hoàn toàn gồm Vitantonio Liuzzi và Robert Doornbos. Một mình Liuzzi đã mang về 7 trong số 8 chiến thắng cho đội đã đoạt luôn danh hiệu vô địch tay đua. Liuzzi đến Arden nhờ sự giới thiệu từ Helmut Marko, với sự tài trợ từ Red Bull.
Cho đến năm 2004 thì Horner đặt trụ sở của đội đua Arden tại Prodrive trước khi chuyển đến trụ sở của đội đua cũ 22 Motorsport ở gần đó.

### Ở đội đua Red Bull Racing
Bên cạnh đó, ông cũng tìm kiếm cơ hội được làm việc ở giải đua xe Công thức 1. Ông đã có những cuộc thảo luận với Eddie Jordan về việc mua lại đội Jordan Grand Prix nhưng đã không đem lại kết quả gì do bất đồng về chi phí. Vào tháng 11 năm 2004, công ty nước tăng lực Red Bull của Áo đã mua lại đội đua Jaguar F1, rồi đổi tên thành đội đua Red Bull. Vào tháng 1 năm 2005, Horner được Red Bull  bổ nhiệm làm lãnh đội, trở thành đội trưởng F1 trẻ nhất vào thời điểm đó. Mặc dù được bổ nhiệm chỉ tám tuần trước khi mùa giải F1 2005 chính thức khởi tranh, nhưng Horner đã giúp cho đội  có khởi đầu tốt. Ở chặng đua mở màn ở Úc, các tay đua David Coulthard và Christian Klien đã về đích thứ tư và thứ bảy. Kết thúc mùa giải, đội ghi được tổng cộng 34 điểm, so với  chỉ 10 điểm mà Jaguar đã giành được ở mùa giải năm trước. Horner cũng đóng vai trò quan trọng trong việc chiêu mộ Adrian Newey, người được bổ nhiệm làm giám đốc kỹ thuật của đội vào tháng 11 năm 2005.
2006 là một năm chuyển tiếp khi Newey bắt đầu làm việc tại Red Bull, chịu trách nhiệm cải tiến chiếc xe Red Bull RB2 vốn đã được thiết kế từ năm trước. Bên cạnh đó, đội cũng thay đổi nhà cung cấp động cơ từ Cosworth sang Ferrari. Thế nhưng, động cơ Ferrari quá nóng và thiếu độ bền nên Red Bull chỉ sử dụng duy nhất 1 mùa giải đó. Mặc dù vậy, đội đã có lần đầu tiên lên bục nhận giải tại Giải đua ô tô Công thức 1 Monaco nhờ công của David Coulthard. Horner đã ăn mừng bằng cách nhảy cởi trần mặc áo choàng Siêu nhân nhảy xuống bể bơi. Năm 2007, Newey mới chính thức thiết kế chiếc xe đầu tiên cho đội, là chiếc Red Bull RB3, sử dụng động cơ Renault. Về nhân sự tay đua, Horner chọn Mark Webber làm đồng đội với Coulthard. Tuy nhiên, chiếc xe vẫn liên tục gặp vấn đề về sức bền khi có đến 14 lần bỏ cuộc và chỉ lên bục podium  duy nhất. Mùa giải tiếp theo (2008),  đội bị tụt xuống vị trí thứ 7 trên bảng xếp hạng đội đua.

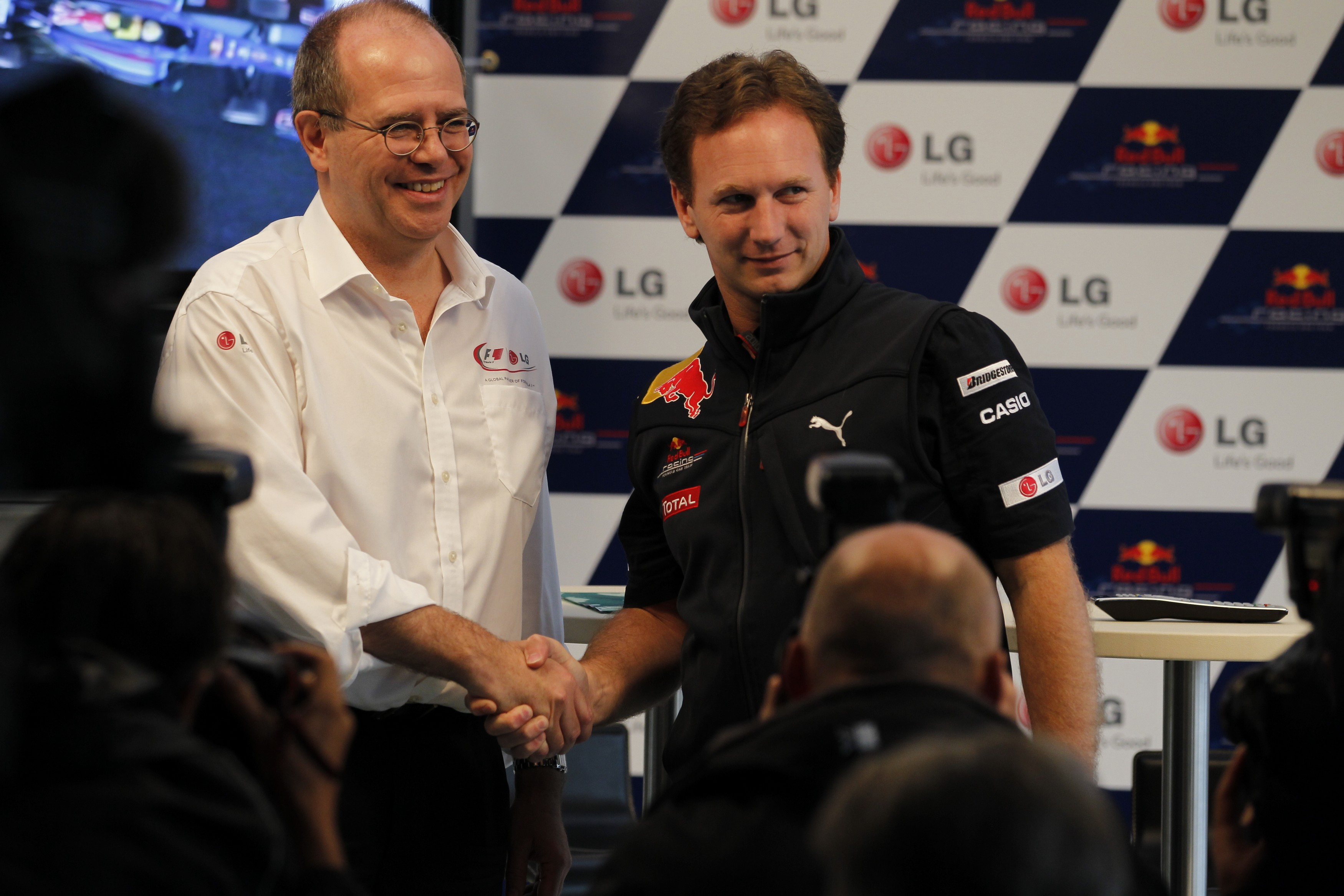
Dermot Boden và Christian Horner trong một sự kiện được tổ chức bởi Tập đoàn LG và Red Bull Racing vào năm 2010

Năm 2009, Red Bull chiêu mộ Sebastian Vettel từ đội đua vệ tinh Toro Rosso. Đây cũng là năm đánh dấu đội đua lột xác trở thành 1 ông lớn trong làng đua F1. Đội đã kết thúc mùa giải ở vị trí á quân trong bảng xếp hạng đội đua, giành được tổng cộng 6 chiến thắng chặng. Sebastian Vettel và Mark Webber thì lần lượt xếp thứ hai và thứ tư chung cuộc trong bảng xếp hạng tay đua. Mùa giải 2010, Red Bull Racing đã lần đầu tiên trong lịch sử giành được chức vô địch đội đua,  Sebastian Vettel cũng có lần đầu tiên giành chức vô địch tay đua qua đó trở thành nhà vô địch F1 trẻ nhất trong lịch sử Công thức 1. Horner ở tuổi 35 trở thành đội trưởng trẻ thứ hai trong lịch sử giành chức vô địch đội đua, chỉ sau Colin Chapman, người giữ kỷ lục đội trưởng trẻ nhất giành được chức vô địch đội đua ở mùa giải 1963 lúc 34 tuổi.
Ba mùa giải tiếp theo từ năm 2011 đến năm 2013 thì cả Red Bull Racing và Sebastian Vettel đều bảo vệ được chức vô địch của mình.
Năm 2021, Red Bull Racing về nhì chung cuộc trong bảng xếp hạng các đội đua cùng với các tay đua Sergio Pérez và Max Verstappen. Verstappen đã giành chức vô địch tay đua Công thức 1 đầu tiên ở chặng đua cuối cùng của mùa giải. Năm 2022, Red Bull Racing đã giành chức vô địch các tay đua cùng với các tay đua Pérez và Verstappen. Verstappen giành chức vô địch các tay đua lần thứ hai trong khi Pérez đứng chung cuộc ở vị trí thứ 3. Năm 2023, Red Bull Racing giữ nguyên đội hình tay đua và giành chức vô địch các đội đua lần thứ sáu. Max Verstappen đã giành chức vô địch các tay đua lần thứ ba trong khi Sergio Pérez kết thúc chung cuộc ở vị trí thứ hai. Đây là lần đầu tiên một cặp tay đua Red Bull Racing kết thúc bảng xếp hạng chung cuộc ở hai vị trí đầu tiên.

### Cáo buộc về hành vi không phù hợp
Vào ngày 5 tháng 2 năm 2024, Red Bull Racing xác nhận rằng Horner phải đối mặt với một cuộc điều tra sau những cáo buộc về hành vi không phù hợp đối với một nhân viên nữ. Red Bull cho biết rằng họ coi đơn khiếu nại đó phải được thực hiện "cực kỳ nghiêm trọng" thông qua một phiên điều trần. Horner đã được minh oan vào ngày 28 tháng 2. Ông tiếp tục duy trì vai trò lãnh đội của mình tại Red Bull Racing. Bản chất cụ thể của các cáo buộc không được tiết lộ chính thức và báo cáo vẫn được giữ bí mật.

## Đời tư
Horner từng có mối quan hệ với Beverley Allen từ năm 1999 đến năm 2013. Ông có một cô con gái sinh vào tháng 10 năm 2013 với Allen. Bên cạnh đó, ông còn là cổ động viên của câu lạc bộ bóng đá Coventry City F.C.
Sau đó, Horner và thành viên ban nhạc Spice Girls Geri Halliwell tuyên bố đính hôn vào ngày 11 tháng 11 năm 2014 và kết hôn vào ngày 15 tháng 5 năm 2015 tại Woburn, Bedfordshire. Con trai của họ sinh vào tháng 1 năm 2017. Horner cũng là cha dượng của con gái Halliwell, Bluebell Madonna, từ mối quan hệ trước đây của cô với nhà biên kịch Sacha Gervasi.

## Danh dự
Horner được bổ nhiệm làm Sĩ quan của Huân chương Đế quốc Anh (OBE) trong Lễ vinh danh sinh nhật năm 2013 vì những đóng góp cho đua xe thể thao. Ông còn được bổ nhiệm làm Tư lệnh của Huân chương Đế quốc Anh (CBE) trong Lễ Danh dự Năm mới 2024 vì những đóng góp cho đua xe thể thao.